# Inoculació
Inoculació en biologia és ubicar alguna cosa que creixerà i es reproduirà, i comunament es fa servir aquest terme respecte a la introducció de sèrum sanguini, d'una vacuna o una substància antigen dins del cos d'un humà o d'un animal, especialment per a produir immunitat a una malaltia específica. També es pot fer servir aquest terme per referir-se a la comunicació (encomanar) d'una malaltia a un organisme viu per transferència de l'agent causal dins l'organisme, la implantació de microorganismes o material infecciós a un medi de cultiu com pot ser en la fabricació de cervesa o una placa Petri, o posar microorganismes o virus en el lloc on la infecció és possible.
El verb inocular prové del llatí inoculare i significa empeltar.
Actualment els termes inoculació, vacunació i immunització es fan servir aproximadament com intercanviables. Els microorganismes que es fan servir en la inoculació es diuen inoculant o inòcul.